# Campeonato Paraibano 1981
In 1981 werd het 71ste Campeonato Paraibano gespeeld voor voetbalclubs uit de Braziliaanse staat Paraíba. De competitie werd georganiseerd door de Federação Paraibana de Futebol en werd gespeeld van 3 mei tot 22 november. Er werden drie toernooien gespeeld, omdat Treze deze alle drie won was er geen finale om de titel meer nodig. 

## Eerste toernooi

### Eerste fase
| Plaats | Club                 | Wed. | W | G | V | Saldo | Ptn. |
| ------ | -------------------- | ---- | - | - | - | ----- | ---- |
| 1.     | Botafogo             | 8    | 8 | 0 | 0 | 21:2  | 16   |
| 2.     | Campinense           | 8    | 6 | 0 | 2 | 26:9  | 12   |
| 3.     | Treze                | 8    | 5 | 2 | 1 | 21:4  | 12   |
| 4.     | Nacional de Patos    | 8    | 4 | 0 | 4 | 16:16 | 8    |
| 5.     | Auto Esporte         | 8    | 3 | 2 | 3 | 13:8  | 8    |
| 6.     | Santa Cruz           | 8    | 2 | 2 | 4 | 7:13  | 6    |
| 7.     | Guarabira            | 8    | 2 | 2 | 4 | 7:14  | 6    |
| 8.     | Santos               | 8    | 1 | 2 | 5 | 9:17  | 4    |
| 9.     | Nacional de Cabedelo | 8    | 0 | 0 | 8 | 4:41  | 0    |

|  | Geplaatst voor tweede fase en finale eerste toernooi |
|  | Geplaatst voor tweede fase                           |

### Tweede fase
| Plaats | Club              | Wed. | W | G | V | Saldo | Ptn. |
| ------ | ----------------- | ---- | - | - | - | ----- | ---- |
| 1.     | Treze             | 6    | 5 | 1 | 0 | 10:2  | 11   |
| 2.     | Campinense        | 6    | 2 | 1 | 3 | 6:5   | 5    |
| 3.     | Botafogo          | 6    | 1 | 3 | 2 | 5:8   | 5    |
| 4.     | Nacional de Patos | 6    | 1 | 1 | 4 | 5:11  | 3    |

|  | Geplaatst voor finale eerste toernooi |

### Finale
In geval van gelijkspel wint Treze omdat het beter presteerde in de competitie
|               |       |       |          |  |
| 9 juli Finale | Treze | 0 – 0 | Botafogo |  |
| 9 juli Finale |       |       |          |  |

## Tweede toernooi

### Eerste fase
| Plaats | Club                 | Wed. | W | G | V | Saldo | Ptn. |
| ------ | -------------------- | ---- | - | - | - | ----- | ---- |
| 1.     | Treze                | 8    | 7 | 1 | 0 | 19:0  | 15   |
| 2.     | Campinense           | 8    | 6 | 1 | 1 | 20:5  | 13   |
| 3.     | Auto Esporte         | 8    | 4 | 3 | 1 | 11:5  | 11   |
| 4.     | Botafogo             | 8    | 4 | 2 | 2 | 15:4  | 10   |
| 5.     | Guarabira            | 8    | 3 | 2 | 3 | 5:6   | 8    |
| 6.     | Nacional de Patos    | 8    | 3 | 1 | 4 | 14:10 | 7    |
| 7.     | Nacional de Cabedelo | 8    | 1 | 1 | 6 | 8:24  | 3    |
| 8.     | Santa Cruz           | 8    | 1 | 1 | 6 | 3:22  | 3    |
| 9.     | Santos               | 8    | 0 | 2 | 6 | 6:25  | 2    |

|  | Geplaatst voor tweede fase en finale tweede toernooi |
|  | Geplaatst voor tweede fase                           |

### Tweede fase
| Plaats | Club         | Wed. | W | G | V | Saldo | Ptn. |
| ------ | ------------ | ---- | - | - | - | ----- | ---- |
| 1.     | Botafogo     | 6    | 2 | 3 | 1 | 6:4   | 7    |
| 2.     | Treze        | 6    | 2 | 3 | 1 | 7:6   | 7    |
| 3.     | Campinense   | 6    | 3 | 0 | 3 | 8:8   | 6    |
| 4.     | Auto Esporte | 6    | 0 | 4 | 2 | 5:8   | 4    |

|  | Geplaatst voor finale tweede toernooi |

### Finale
In geval van gelijkspel wint Treze omdat het beter presteerde in de competitie
|                   |       |       |          |  |
| 4 december Finale | Treze | 1 – 1 | Botafogo |  |
| 4 december Finale |       |       |          |  |

## Derde toernooi

### Eerste fase
De wedstrijd Auto Esporte - Nacional de Cabedelo op 11 oktober eindigde op 2-3 voor Nacional. Omdat de spelers van Nacional blessures veinsden nadat Auto Esporte een strafschop gekregen had werd naderhand beslist om de score te behouden, maar Auto Esporte kreeg de overwinning toegekend.
| Plaats | Club                 | Wed. | W | G | V | Saldo | Ptn. |
| ------ | -------------------- | ---- | - | - | - | ----- | ---- |
| 1.     | Treze                | 8    | 6 | 2 | 0 | 24:5  | 14   |
| 2.     | Campinense           | 8    | 6 | 1 | 1 | 14:3  | 13   |
| 3.     | Auto Esporte         | 8    | 5 | 1 | 2 | 15:13 | 11   |
| 4.     | Guarabira            | 8    | 5 | 1 | 2 | 11:9  | 11   |
| 5.     | Botafogo             | 8    | 5 | 0 | 3 | 11:5  | 10   |
| 6.     | Nacional de Patos    | 8    | 3 | 1 | 4 | 13:10 | 7    |
| 7.     | Santa Cruz           | 8    | 1 | 1 | 6 | 9:19  | 3    |
| 8.     | Santos               | 8    | 1 | 0 | 7 | 8:22  | 2    |
| 9.     | Nacional de Cabedelo | 8    | 0 | 1 | 7 | 10:29 | 1    |

|  | Geplaatst voor tweede fase en finale derde toernooi |
|  | Geplaatst voor tweede fase                          |

### Tweede fase
| Plaats | Club         | Wed. | W | G | V | Saldo | Ptn. |
| ------ | ------------ | ---- | - | - | - | ----- | ---- |
| 1.     | Treze        | 6    | 3 | 2 | 1 | 9:4   | 8    |
| 2.     | Campinense   | 6    | 2 | 3 | 1 | 7:5   | 7    |
| 3.     | Auto Esporte | 6    | 1 | 4 | 1 | 8:10  | 6    |
| 4.     | Guarabira    | 6    | 0 | 3 | 3 | 4:9   | 3    |

|  | Geplaatst voor finale derde toernooi |

### Finale
Er was geen finale nodig omdat Treze beide fases won, en omdat ze alle drie de toernooien gewonnen had was er ook geen finale om de titel nodig. 

### Kampioen
| Campeonato Paraibano de 1981 |
| Paraiba                      |
| ---------------------------- |
| TREZE Kampioen (6° titel)    |

## Topschutters
| Speler            | Speler             | Goals | Club  |
| ----------------- | ------------------ | ----- | ----- |
| Vlag van Brazilië | Joãozinho Paulista | 30    | Treze |